# Sibyllegatan

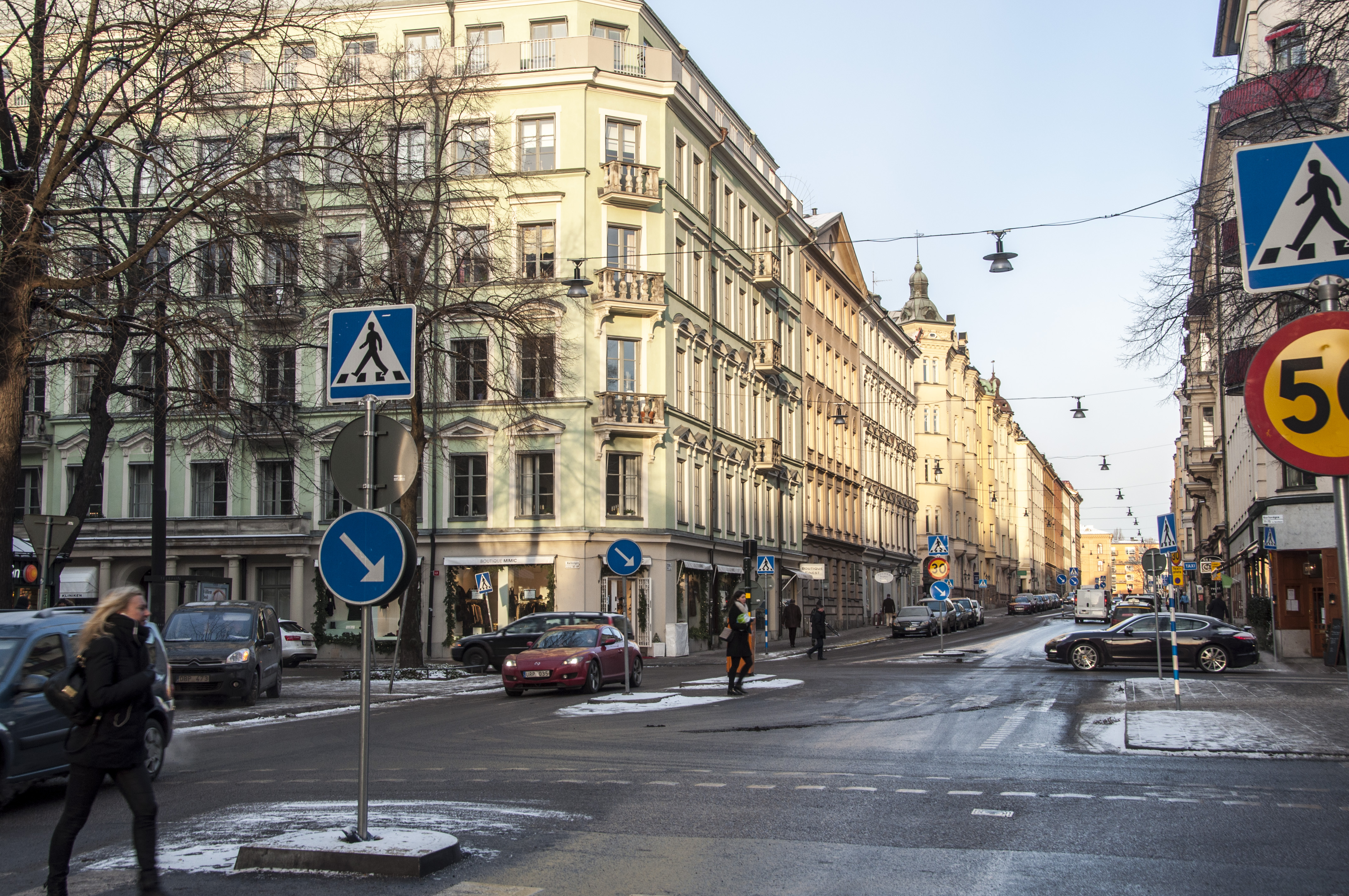
Sibyllegatan norrut, 2015

Sibyllegatan är en gata i Stockholm och sträcker sig från Strandvägen i söder till Valhallavägen i norr. Trots att gatan är smal är den starkt trafikerad och utgör en viktig länk för trafik mellan city och Gärdet. Förr gick spårvagnstrafik genom hela gatans sträckning som idag är ersatt av bussar.

## Historik
Gatan omnämns redan 1672 i en bouppteckning som Sijbillægatan. Namnet tycks härstamma från "gamla hustru Sibylla", änka och mor till en dotter, även hon med namnet Sibylla. På 1630-talet hade de en gård norr om Ladugårdslandstorg, nuvarande Östermalmstorg. Namnet har således inget med sierskor eller spåkvinnor att göra och inte heller med kungens mor prinsessan Sibylla.
Norr om Ladugårdslandstorg kallades gatan förut för Gropgatan, men nämns allt oftare på 1700-talet som Sibyllegatan. Söder om Ladugårdslandstorg ner till dåvarande Nybrohamnen kallades gatan för Kungsgårdsgatan efter Kungsgården, vilket avsåg Kronobageriet. Senare kallades den för Fyrverkargatan och även Artillerigatan efter Artillerigården, där numera Armémuseum är beläget. En namnändring till Banérgatan föreslogs år 1884 men vann inte gehör, istället gavs namnet till en ny parallellgata sex kvarter österut.

## Bilder

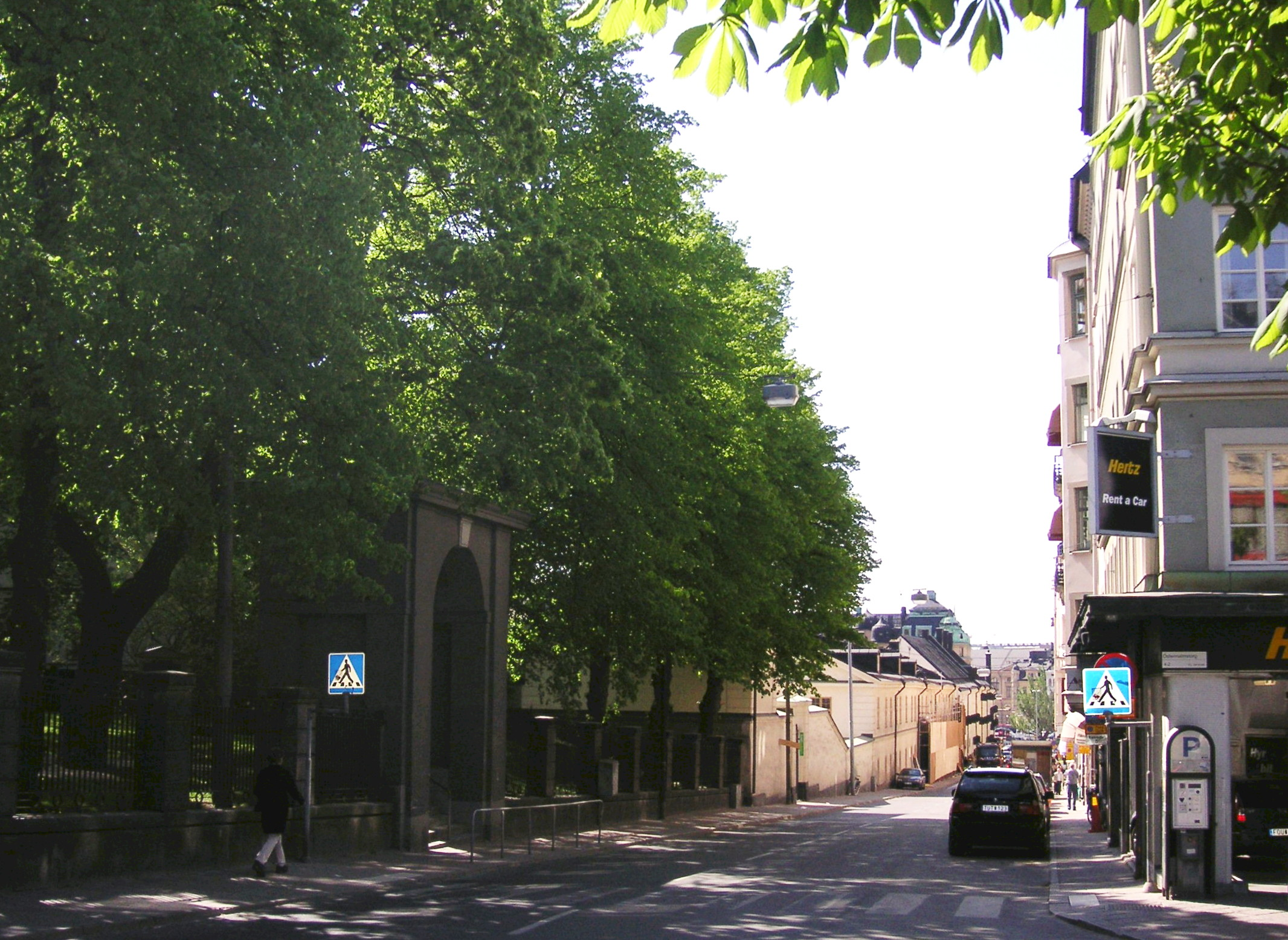
Söderut vid Östermalmstorg
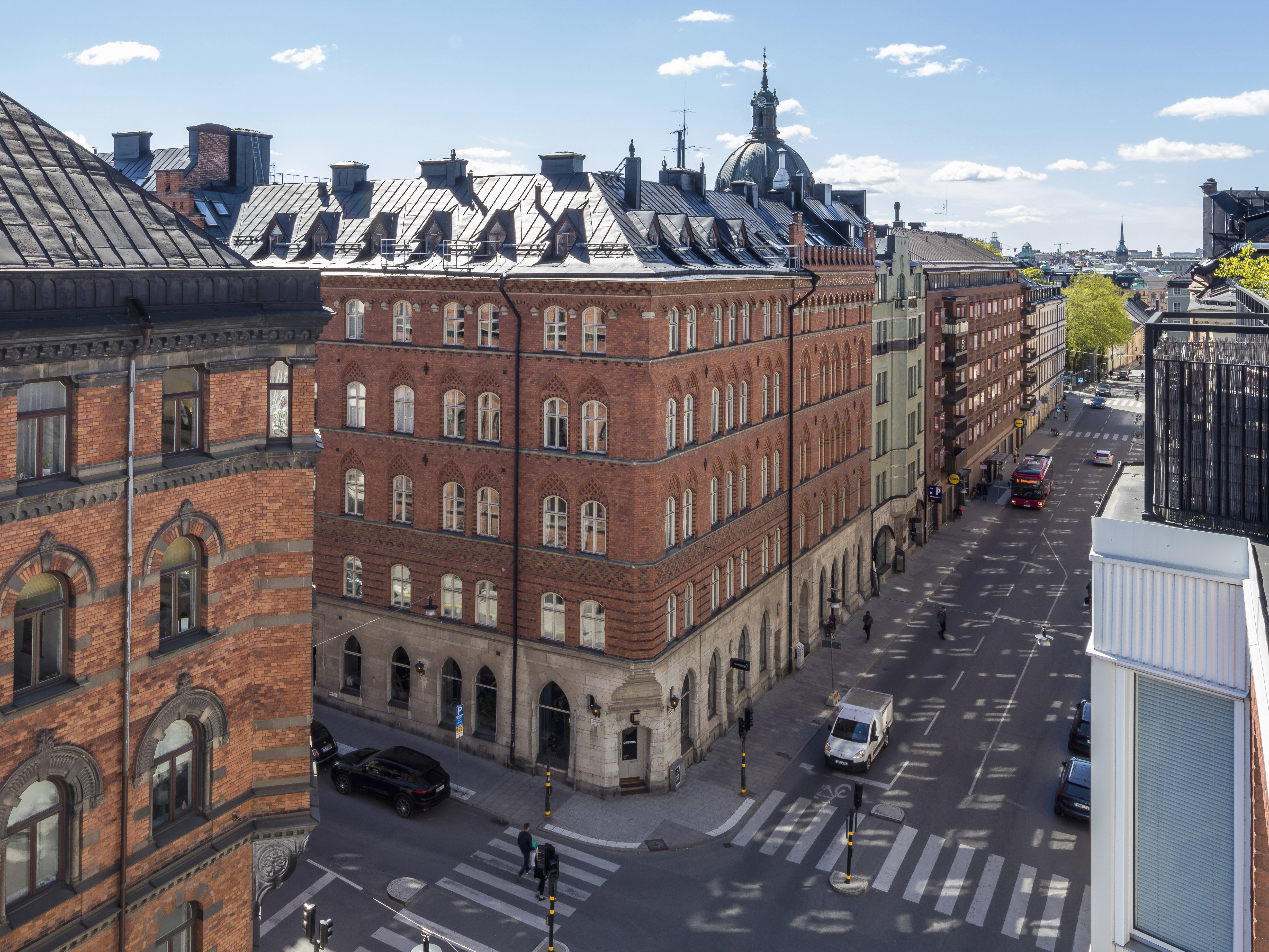
Söderut med Sjökalven 14 i mitten.
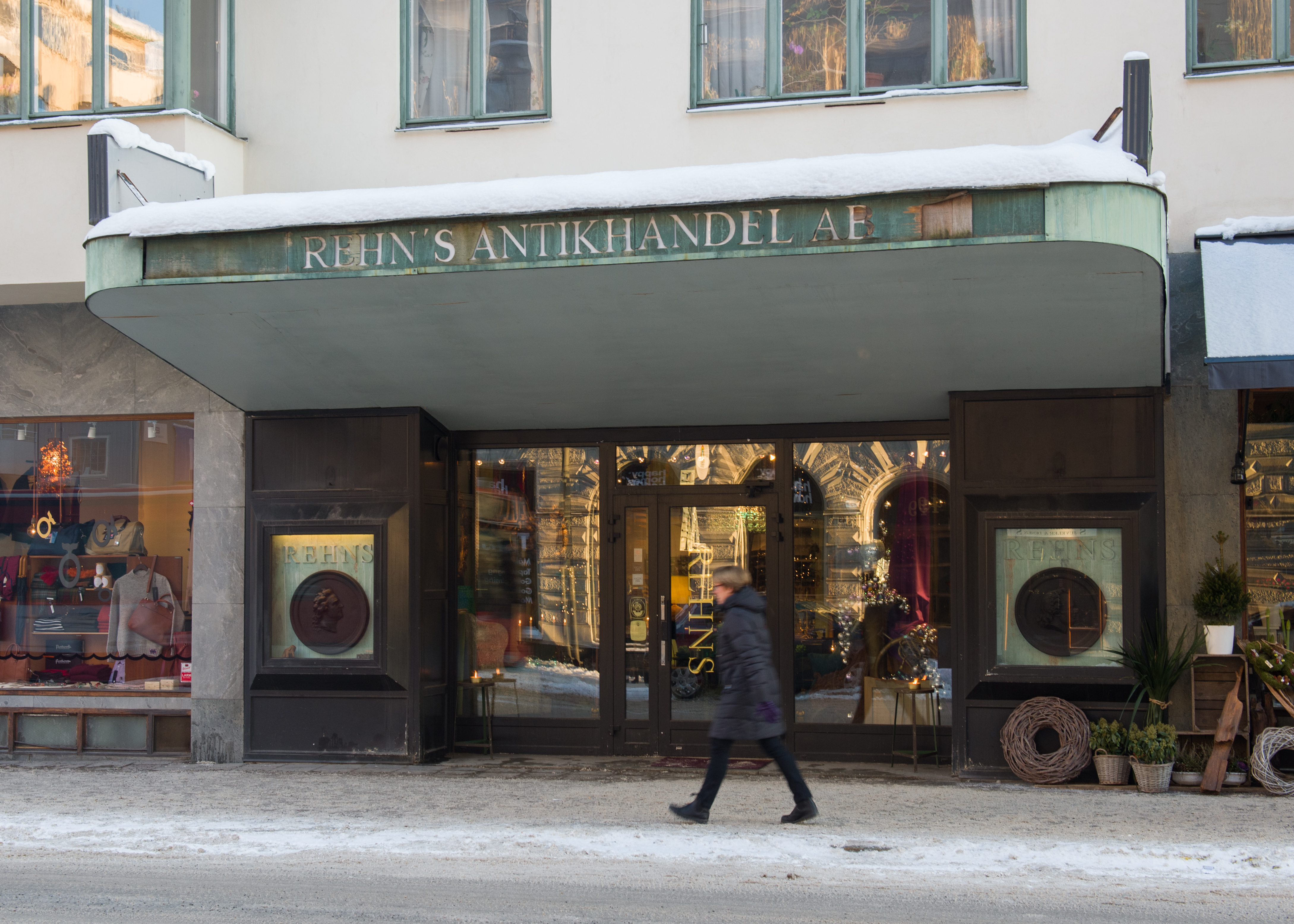
F.d. biografen Puck, Sibyllegatan 26
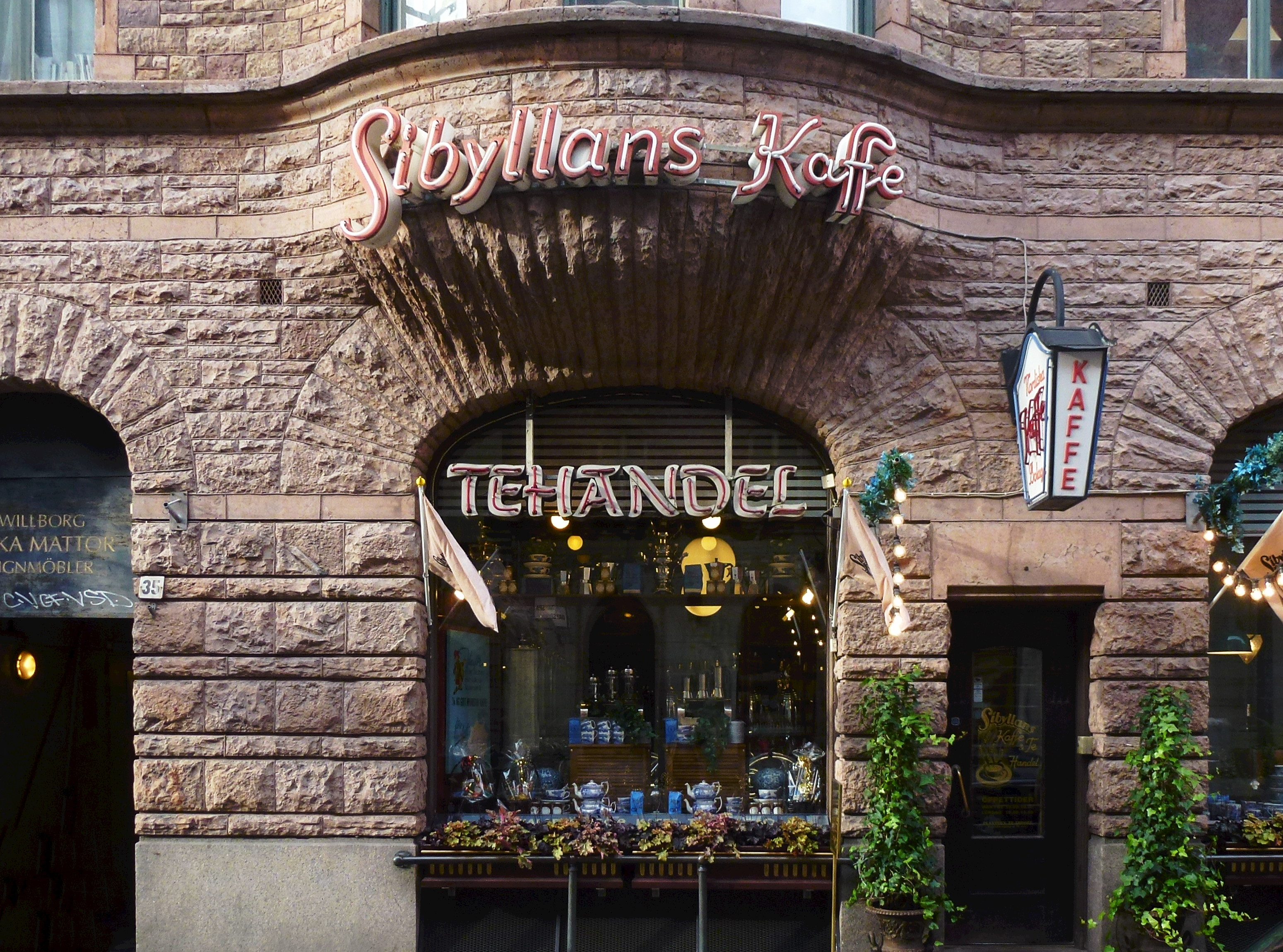
Sibyllans Kaffe & Tehandel, Sibyllegatan 35
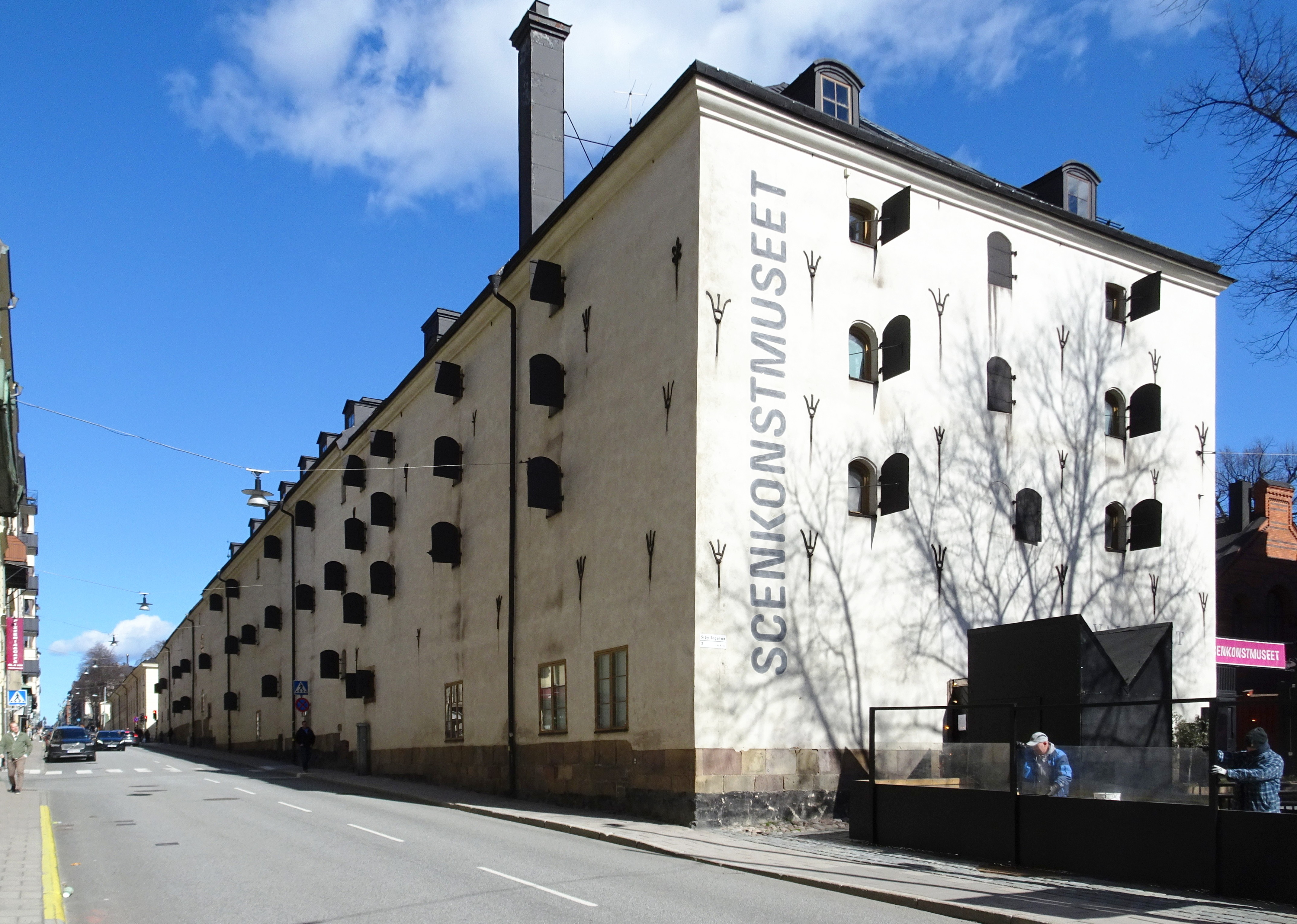
Norrut vid f,d. Kronobageriet.

## Byggnader och verksamheter
- Kronobageriet
- Sibyllans Kaffe & Tehandel
- Järnlodet 15, Sibyllegatan 15
- Sjökalven 14, Sibyllegatan 16
- Järnlodet 16, Sibyllegatan 13